# Moormerland
 Moormerland  est une commune de l’arrondissement de Leer en Frise orientale, dans le land de Basse-Saxe.

## Histoire
La commune de Moormerland a été créée dans le cadre de la réforme communale de Basse-Saxe le 1er janvier 1973 par la fusion des anciennes communes autonomes de Boekzetelerfehn, Gandersum, Hatshausen, Jheringsfehn, Neermoor, Oldersum, Rorichum, Terborg, Tergast, Veenhusen et Warsingsfehn.

## Personnalités liées à la ville
- Theda Ukena (1432-1494), comtesse de Frise orientale née à Oldersum.

## Jumelage
- Malchow (Allemagne) depuis 1990